# Bwambarangwe
Bwambarangwe è un comune del Burundi situato nella provincia di Kirundo con 66.816 abitanti (censimento 2008).

## Geografia antropica

### Suddivisioni amministrative
Il comune è suddiviso in 17 colline.